# Gavin Menzies
Gavin Menzies (ur. 14 sierpnia 1937 w Londynie, zm. 12 kwietnia 2020) – emerytowany brytyjski dowódca okrętów podwodnych i historyk amator, najbardziej znany jako autor kontrowersyjnej książki 1421: The Year China Discovered the World.

## Życiorys
Menzies, który nie znał chińskiego, urodził się w Londynie, choć w swojej książce twierdził, że urodził się w Chinach (później przyznał się, że to nieprawda). Zostało to usunięte w ostatnich wydaniach. Menzies wstąpił do Royal Navy w 1953 roku i służył na okrętach podwodnych od 1959 do 1970 roku. Menzies twierdzi, że przepłynął trasami Ferdynanda Magellana i Jamesa Cooka, gdy był dowódcą okrętu HMS „Rorqual” pomiędzy 1968 a 1970 rokiem. Jest to kwestionowane przez niektórych jego krytyków.
W 1969 roku na Filipinach HMS „Rorqual” zderzył się z zacumowanym trałowcem US Navy. To zderzenie nieco uszkodziło okręt amerykański, ale nie spowodowało żadnych szkód na „Rorqualu”. Śledztwo wykazało, że Menzies i jeden z jego podwładnych byli odpowiedzialni za połączenie czynników, które doprowadziły do wypadku (m.in. brak etatowego sternika, problemy natury technicznej). Po incydencie Menzies przeszedł na emeryturę w następnym roku. W wyborach w 1970 roku bezskutecznie ubiegał się jako kandydat niezależny o mandat do brytyjskiego parlamentu.
Mieszkał w północnym Londynie z żoną Marcellą.

## Twórczość
Menzies zasłynął wydaną w 2002 roku książką 1421: The Year China Discovered the World, w której twierdzi, że statki chińskiej floty admirała Zheng He podróżowały do Ameryki przed Krzysztofem Kolumbem. W drugiej swojej książce, wydanej w 2008 roku 1434: The Year a Magnificent Chinese Fleet Sailed to Italy and Ignited the Renaissance wysunął teorię jakoby w latach 30. XV wieku chińskie poselstwo przybyło na dwór papieża Eugeniusza IV, przywożąc ze sobą kilka tysięcy traktatów naukowych, co miało zapoczątkować renesans.
W 2011 roku wydał swoją trzecią książkę, The Lost Empire of Atlantis: History’s Greatest Mystery Revealed, w której dowodzi że mit o Atlantydzie związany jest z ludnością kultury minojskiej, która m.in. zasiedliła Wyspy Brytyjskie i odbywała żeglugi na kontynent amerykański. Swoje wcześniejsze teorie rozwinął w wydanej w 2013 roku książce Who Discovered America? The Untold Story of the Peopling of the Americas, gdzie twierdził iż Chińczycy zasiedlali kontynent amerykański już ponad 40 tysięcy lat temu.
Tezy Menziesa zostały określone jako nonsens przez profesjonalnych historyków. Krytycy zarzucają Menziesowi m.in. fałszowanie źródeł, na co dowodem jest fakt iż na rzekomych „historycznych” mapach, na które ten się powołuje, pojawiają się liczne błędy rzeczowe, np. napisy w piśmie uproszczonym, opracowanym w ChRL w latach 50. XX wieku. Sam Menzies zdecydowanie odrzuca jakąkolwiek krytykę swoich teorii twierdząc, że na poparcie jego tez istnieją stosy dowodów, a nauczana obecnie historia to śmieci.

## Publikacje
- 1421: The Year China Discovered the World, 2002 (wyd. polskie: 1421 – rok, w którym Chińczycy odkryli Amerykę i opłynęli świat, 2002, ISBN 83-241-0158-6).
- 1434: The Year a Magnificent Chinese Fleet Sailed to Italy and Ignited the Renaissance, 2008 (wyd. polskie: 1434 – rok, w którym wspaniała chińska flota pożeglowała do Włoch i zapoczątkowała Renesans, 2009, ISBN 978-83-241-3313-0).
- The Lost Empire of Atlantis: History’s Greatest Mystery Revealed, 2011 (wyd. polskie: Atlantyda odnaleziona. Rozwiązanie największej zagadki w dziejach świata, 2013, ISBN 978-83-7747-835-6).
- Who Discovered America? The Untold Story of the Peopling of the Americas, 2013.